# Solaure en Diois
Solaure en Diois ist eine französische Gemeinde mit 444 Einwohnern (Stand: 1. Januar 2022) im Département Drôme in der Region Auvergne-Rhône-Alpes. Sie gehört zum Arrondissement Die und zum Kanton Le Diois.
Die Gemeinde wurde zum 1. Januar 2016 als Commune nouvelle aus den bis dahin eigenständigen Kommunen Aix-en-Diois und Molières-Glandaz gebildet.

## Geographie
Solaure en Diois liegt etwa 42 Kilometer ostsüdöstlich von Valence am Fluss Drôme. Umgeben wird Solaure-en-Diois von den Nachbargemeinden Die im Norden, Laval-d’Aix im Osten, Saint-Roman im Südosten, Montmaur-en-Diois im Süden und Südwesten, Aurel im Westen und Südwesten sowie Barsac im Westen und Nordwesten.

## Gliederung
| Ortsteil                         | ehemaliger INSEE-Code | Fläche (km²) | Höhenlage (m) |     | Dichte (Einw. je km²) |
| -------------------------------- | --------------------- | ------------ | ------------- | --- | --------------------- |
| Aix-en-Diois (Verwaltungssitz)00 | 26001                 | 16,49        | 433–1259      | 355 | 21,5                  |
| Molières-Glandaz                 | 26187                 | 02,87        | 420–1040      | 102 | 35,5                  |

## Sehenswürdigkeiten
- Reste eines römischen Bades
- mittelalterliche Burgruine aus dem 13. Jahrhundert
- Kirche Immaculée-Conception
- protestantische Kirche
- Schloss La Salle aus dem 17. Jahrhundert